# Eustachy Rylski (poseł)
Eustachy January Mateusz Ścibor-Rylski herbu Ostoja (ur. 18 września 1817 w Dłużniowie, zm. w październiku 1899 tamże) – ziemianin, uczestnik Wiosny Ludów, działacz gospodarczy, poseł do Sejmu Krajowego Galicji i do austriackiej Rady Państwa.

## Życiorys
Ukończył gimnazjum akademickie we Lwowie (1835). Od 1836 studiował prawo na Uniwersytecie Lwowskim. W czasie studiów zaprzyjaźnił się z Karolem Szajnochą. Aresztowany wraz z przyjacielem w styczniu 1836, oskarżony o zakłócanie porządku publicznego, W 1837 był więziony w twierdzy Spielberg w Brnie na Morawach, po złożeniu obszernych zeznań został zwolniony. Po studiach w latach 40. utrzymywał się z dzierżaw, a następnie gospodarował w swym majątku Ostrów w powiecie stanisławowskim. W tym czasie opublikował artykuły O uprawie buraków ("Tygodnik Rolniczy i Przemysłowy" R. 11: 1848 s. 69-70) oraz Słów kilka o cukrowni w Tłumaczu w Galicji ("Korespondent Handlowy, Przemysłowy i Rolniczy" 1847 nr 19). 
W 1848 roku w czasie Wiosny Ludów zniósł pańszczyznę w swoich majątkach. W tym czasie czynny politycznie - członek lwowskiej Rady Narodowej. Od kwietnia był krótko jej sekretarzem i członkiem jej Wydziału Spraw Krajowych. Sfinansował wydawanie Dziennika Stanisławowskiego, był także od września do listopada 1848 jego wydawcą i jednym z redaktorów. Wraz z Franciszkiem Sokulskim i Janem Podoleckim przygotował prospekt tego pisma. Bliskie mu były idee demokratyczne, w polemice z konserwatystami krytykował szlachtę za egoizm i pozbawienie ludu praw. 
Ziemianin od l. 50. właściciel dóbr  Demeszkowce, Dłuźniów, Uhrynów Tudorkowice w powiecie sokalskim oraz. Czarnołoźce w powiecie tłumackim. Od 1850 działał w Towarzystwie Gospodarskim we Lwowie, oraz w Towarzystwie Kredytowym Ziemskim, gdzie był członkiem komisji rewizyjnej.(1860-1872) i prezesem Wydziału Okręgowego w Tłumaczu. W latach 1871–1882 brał udział w pracach podkomisji krajowej podatku gruntowego w Tarnopolu. Poseł do Sejmu Krajowego Galicji I kadencji (1861–1863) i III kadencji (1870-1876),  wybrany  w I kurii (wielkiej własności) w obwodzie Stanisławów, z okręgu wyborczego Stanisławów, W 1865 na jego miejsce wybrano Maurycego Kabata, ale ponownie został posłem w 1870 w czasie III kadencji. Działał w komisjach hipotecznej, prawniczej i budżetowej. Był także posłem do austriackiej Rady Państwa III kadencji (19 września 1870 - 8 października 1871) wybranym w wyborach uzupełniających przez Sejm w kurii I (wielkiej własności) oraz IV kadencji (5 listopada 1873 - 22 maja 1879) wybranym z I kurii większych posiadłości w okręgu wyborczym nr 17 Stanisławów–Bohorodczany–Tłumacz–Buczacz). Członek Koła Polskiego w Wiedniu. W latach 80. XIX w po śmierci syna Władysława wycofał się z działalności publicznej. 

## Rodzina
Był synem Ludwika Augustyna Rylskiego i Róży Wincenty z Siekierzyńskich, bratem Leopoldyny. Ożeniony w 1838 r. z Ludwiką z Hoszowskich, mieli syna Władysława (1841-1883) i córkę Rozalię (1848-1938) ożenioną z posłem do Sejmu Krajowego i austriackiej Rady Państwa Julianem Puzyną (1839-1895)  Jego jedynym wnukiem był Eustachy Rylski.